# Vojtěch Hrubý
Adalberto Vojtěch Hrubý SDB (23. dubna 1924, Rozstání – 3. února 2010, Řím) byl český katolický kněz, člen řádu salesiánů, ředitel poutního domu Velehrad v Římě a distributor náboženské literatury v době komunistické totality.

## Studium
Vyučil se pánským krejčím. Pohyboval se mezi mládeží a spolupracoval s režisérem ochotnického divadla, kde se naučil dobře zpívat. Rozhodl se pro duchovní povolání a v roce 1945 nastoupil do salesiánského aspirantátu ve Fryštáku. Po absolvování noviciátu v letech 1947–1948 v Hodoňovicích složil první řeholní profesi (slib). Dále absolvoval v letech 1948–1950 filosofický studentát v Přestavlkách, který však byl ukončen násilným přepadením Státní bezpečností v noci ze 13. na 14. dubna 1950, a přepadení v rámci Akce K skončilo internací představených. Studenti bohosloví zůstali do konce školního roku na místě pod dohledem malé policejní posádky. Když byl posléze ústav rozpuštěn, dostali klerici povolení ukončit středoškolská studia pouze na území Olomouckého kraje. Hrubý vytvořil v Lipníku nad Bečvou s několika dalšími bohoslovci „komunitu“ a v roce 1951 úspěšně složil v Lipníku nad Bečvou maturitu na tamním státním gymnáziu. Ke studiu na vysoké škole však nedostal povolení a proto pracoval jako dělník v Opavě v podniku na výrobu šicích strojů.

## Emigrace
Dne 6. července 1952 se mu podařilo ilegálně přes Rakousko odejít do Itálie. V letech 1952–1956 absolvoval teologická studia na Teologickém institutu san Tommaso v Messině na Sicílii. Prázdniny strávil na Sicílii v tamní noviciátní komunitě San Giorgio. Na kněze byl vysvěcen v Messině 29. června 1956 biskupem Tonettim společně s dalšími českými salesiány: Ladislavem Dittrichem a Janem Homolou. V letech 1956–1958 absolvoval studia na Vyšším pedagogickém institutu salesiánů v Turíně. Tato studia zakončil licenciátem teologie.
V letech 1958–1959 působil v Římě v komunitě Sacro Cuore a v letech 1959–1966 pracoval pro Papežskou salesiánskou univerzitu (PAS – Pontificio Ateneo Salesiano). Dále se stal sekretářem časopisu „Orientamenti Pedagogici“ v letech 1958–1960, a posléze v letech 1960–1964 se angažoval v univerzitním nakladatelství PAS Verlag a v Salesiánské univerzitní knihovně (LAS – Libreria Ateneo Salesiana).
Začal pracovat pro mládež českých exulantů, a to již krátce po svém vysvěcení na kněze. Organizoval letní tábory ve spolupráci s paní Kvapilovou z norsko-československého podpůrného spolku. Po nuceném odchodu kardinála Berana z ČSSR a po jeho příchodu do Říma v roce 1965 dostal Hrubý povolení svých představených věnovat se zcela práci pro české exulanty.

## Poutní dům Velehrad v Římě
Činnost letních táborů pro české exulanty se rozšířila na tábory ve Švýcarsku, Holandsku, Itálii. V jižních Tyrolích jsou pod jeho vedením zakoupena bývalá kasárna italských celníků v St. Martino in Cassies. V roce 1966 zakládá kardinál Beran České náboženské středisko Velehrad v Římě a díky intervenci papeže Pavla VI. získává do vlastnictví dnešní sídlo Velehradu na Via delle Fornaci 200 v blízkosti Vatikánu. Středisko dosáhlo v roce 1968 právního uznání jak ze strany italského státu, tak i ze strany církevní (Římského vikariátu). Hrubý přináležel od roku 1966 ke komunitě Sacro Cuore v Římě a zároveň byl sekretářem kardinála Berana a Českého náboženského střediska Velehrad. V letech 1984–1994 byl gestorem poutního domu a v roce 1994 se stal ředitelem nově zřízené salesiánské komunity v tomto domě. Tuto službu vykonával až do roku 1998, kdy ji převzal Jiří Sedláček.
Hrubý se angažoval při pomoci katolíkům v Československu. Obstarával auta pro kněze, finanční příspěvky v tuzexových bonech, řídil distribuci zasílání české náboženské literatury. Rovněž navštěvoval krajany v zahraničí, prosil o finanční výpomoc pro rozšíření pastoračního působení. V roce 1984 onemocněl, zřejmě v důsledku vyčerpání, a musel se léčit. Od roku 1990 znovu pokračoval téměř stejným tempem a se stejným nadšením ve prospěch českých katolíků v zahraničí. Stará se o poutní dům, věnuje se poutníkům, zasvěceně a obětavě je provází po římských památkách. Z tohoto důvodu se přičiňuje se o vydání knihy Česká zastavení v Římě. Tato kniha byla pak znovu vydána i v roce 2000 nakladatelstvím Portál. Postupně pocítil úbytek sil a přicházejí chvíle, kdy je netrpělivý a nevrlý. Přes tyto obtíže nepřestává naplno žít pro poslání, které mu je svěřeno. Je zajímavé, že ani po roce 1990 se do České republiky již nevrátil ani nepodíval. Důvodem bylo jeho přesvědčení, že jeho místo je v Římě.

## Závěr života
Dne 28. ledna 2010 musel být hospitalizován v nemocnici Villa Betania, kde působí sestry františkánky. Přijal svátost nemocných. Ještě v den úmrtí (3. února 2010) ho navštívily sestry františkánky a personál z poutního domu Velehrad, aby se s ním rozloučil. Kněz pověřený pastorací v nemocnici (nemocniční kaplan) byl u jeho lůžka ve chvíli smrti.
Poslední rozloučení s ním proběhlo v sobotu 6. února 2010 v 10 hodin v kostele Santa Maria della Speranza v blízkosti Papežské salesiánské univerzity. Díky tomuto místu, se rozloučení mohl zúčastnit i další český exulant a salesián don Oldřich Přerovský, který pobýval na univerzitní nemocničce s amputovanou nohou. Vojtěch Hrubý byl pohřben na hřbitově v obci Guidonia Montecelio, kde již odpočívá i jeho spolubratr salesián Ladislav Dittrich.